# アイメ・アヴィニヨン
マリー＝アイメ・ピエール・アヴィニヨン（Marie-Aime Pierre Avignon、1897年2月2日 - 2007年8月25日）は、フランスのスーパーセンテナリアン。ロゼール県・サン＝ポール＝ル＝フロイドに在住していた長寿の男性。
1897年、サン＝ポール＝ル＝フロイドで、羊飼いの父親の4番目の子供として生まれる。母親が生後8か月のころに亡くなり、姉に育てられていた。わずかに身長が足りず戦争に参加しなかったため、農夫やディーラーとして働く。それらはすべて1956年に引退した。
2007年8月25日に死去。